# Диокно, Пепе
Пепе Диокно, собственно Хосе Лоренсо Диокно (англ. Pepe Diokno, Jose Lorenzo Diokno, 13 августа 1987, Манила) — филиппинский кинорежиссёр, сценарист и продюсер.

## Биография
Внук правозащитника и политического деятеля, сенатора Филиппин Хосе Райта Диокно (1922—1987), сын адвоката и правозащитника, декана юридического колледжа Университета Ла Салля Хосе Мануэля Диокно (р. 1961). Дебютировал в кино короткометражным фильмом «Без паспорта» (2006).

## Фильмография
- 2006: Без паспорта/ No Passport Needed (короткометражный)
- 2009: Схватка/ Engkwentro (две премии Венецианского МКФ, премия МКФ в Чонджу, специальное упоминание Фестиваля независимого кино Синемалайя, номинации на филиппинские премии за режиссуру и лучший сценарий Gawad Urian Award и Золотой экран)
- 2014: Выше облаков/ Above the Clouds

## Признание
Президентская премия Ani ng Dangal (2010).